# Colibrí de cua metàl·lica irisat
El colibrí de cua metàl·lica irisat (Chalcostigma herrani) és una espècie d'ocell de la família dels troquílids (Trochilidae) que habita zones obertes dels Andes des de Colòmbia fins al nord del Perú.